# Гімн русинів

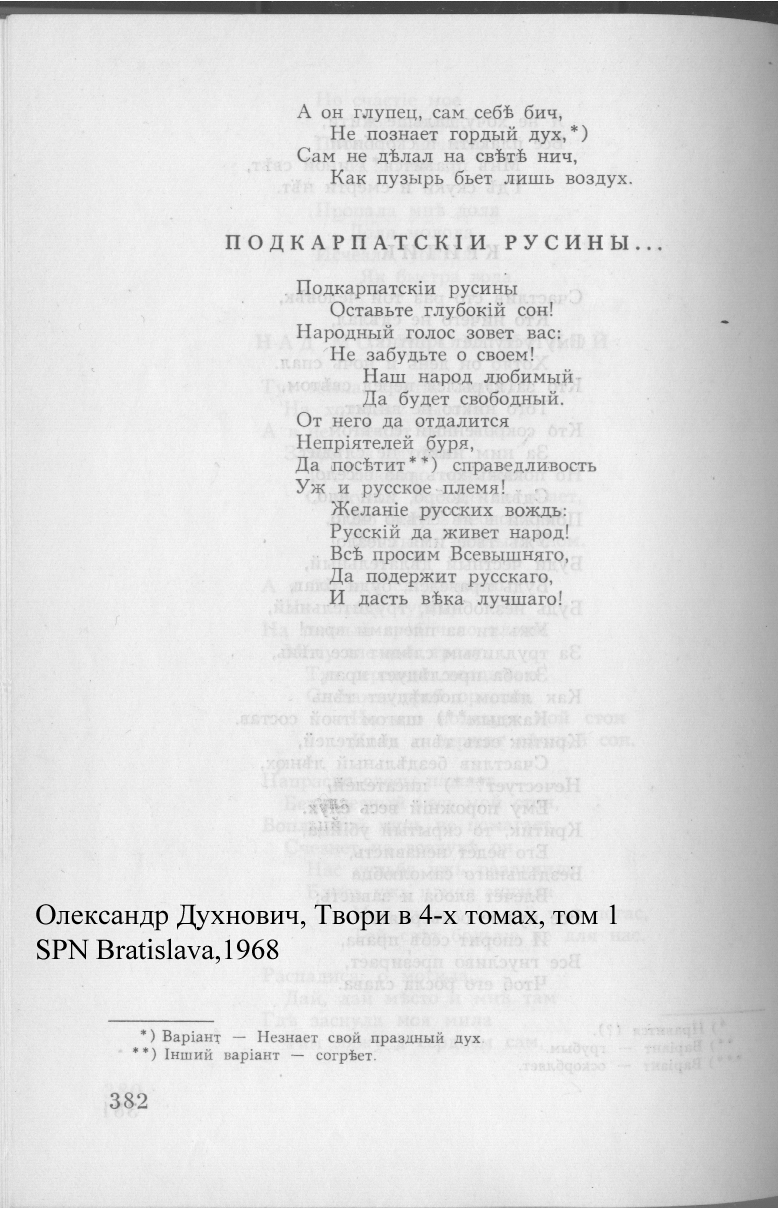
Текст гімну русинів

Гімн русинів (русин. Русинска гимна) — один із головних символів карпаторусинів — етнічної спільноти, що проживає в Україні, Словаччині, Польщі, Угорщині, Сербії, Хорватії та інших країнах Центральної Європи і визначається різними науковцями як етнографічна група українців або як окремий народ. Текст гімну «Подкарпатскіи Русины» написав закарпатський письменник і священник Олександр Духнович. Мелодію до нього написав закарпатський композитор, русофіл і мадярон Степан Фенцик. Від 1920 року до становлення Карпатської України гімн «Подкарпатскіи Русины» був гімном підкарпатських русинів. Відтак його у 1920—1930-х роках замінив загальноукраїнський гімн «Ще не вмерла Україна», що було остаточно зафіксовано Конституційним актом № 1 уряду Карпатської України від 15 березня 1939.

## Текст
| Русинською мовою: | Угорською мовою: | Українською мовою: |
| --- | --- | --- |
| Подкарпатские русины, Оставьте глубокій сон! Народный голос зовет вас: Не забудьте о своем! Наш народ любимый да будет свободный От него да отдалится непріятелей буря Да согрѣет справедливость уж и русское племя! Желание русских вождь, Русскій да живет народ! Всѣ просим Всевышняго Да подержит русскаго, и даст вѣка лучшаго! | Kárpátalji ruszin népem Elég volt az álomból, Fölötted az ébredésre Hívó harang most kondul. Szabadon, békében Éljen ruszin népem, Ott lakozzék az igazság És távol a háború. Kék egünket ne búsítsa Kérve kérjük, a ború, Egész világ hadd hallja, Hogy ez a nép óhaja: Magasságos Úristen Szent kegyelmed segítsen, Adj ránk jobb jövőt itten. | Підкарпатські русини, Облиште глибокий сон! Народний голос кличе вас: Не забудьте про своє! Наш народ улюблений нехай буде вільний Від нього нехай віддалиться ворогів буря Нехай зігріє справедливість вже й руське плем'я! Бажання руських вождь, Руський хай живе народ! Всі просимо Всевишнього Хай підтримає руського, і дасть віку найкращого! |

## Історія
Прямих доказів того, що текст гімну написаний Олександром Духновичем, немає, проте словацькі дослідники вважають, що це цілком імовірно.
Текст гімну русинською мовою вперше опублікував Михайло Врабель в збірці «Руський соловей» в Ужгороді у 1890 році. Проте в цьому тексті не вистачало двох рядків, а ім'я автора не було вказане. Нове видання збірника Врабеля опубліковане в Ужгороді у 2014 році.
У пізніших виданнях Євменій Сабов та Франтішек Тіхий не сумнівалися у авторстві Олександра Духновича. В українському літературознавстві питання авторства Духновича залишається відкритим.
На угорську мову текст гімну русинів переклав Шандор Бонкало.
22 грудня 2009 року Закарпатська обласна рада за поданням депутата Євгена Жупана затвердила гімном Закарпатської області вірш «Подкарпатские русины…» в обробці М. Керецмана. «За» начебто проголосувала мінімальна необхідна кількість депутатів — 46 із 76 присутніх на сесії. Проте голова облради Михайло Кічковський також підтвердив, що ряд депутатів голосували за своїх відсутніх колег, а один з депутатів, що проголосували, згодом відмовився від свого голосу. Проти гімну виступили депутати від партій «Свобода» та БЮТ. Рішення Закарпатської облради не було ні опубліковано, ні підписано головою Закарпатської облради, і, відповідно, не набуло чинності.